# Kippumjo
O Kippumjo (coreano: 기쁨조; traduzido como Esquadrão do Prazer, Brigada do Prazer ou Grupo do Prazer), às vezes escrito Kippeumjo (também Gippumjo ou Gippeumjo), é um conjunto não confirmado de grupos de aproximadamente 2.000 mulheres e meninas supostamente mantidos pelo líder da Coreia do Norte com o propósito de fornecer entretenimento, incluindo o de natureza sexual, para altos funcionários do Partido dos Trabalhadores da Coreia (WPK) e suas famílias, bem como, ocasionalmente, convidados ilustres.
Pouco se sabe sobre o Kippumjo fora da Coreia do Norte, e a maioria dos relatos se baseia em relatos de norte-coreanos que desertaram, particularmente Mi-Hyang, que disse à revista Marie Claire em 2010 que havia sido membro do Kippumjo, e Kenji Fujimoto, que diz ter sido chef de Kim Jong Il.

## Etimologia
As duas primeiras sílabas do nome, kippum (기쁨), é uma palavra nativa coreana que significa alegria ou felicidade. O sufixo jo (coreano: 조; hanja: 組) é uma palavra sino-coreana que descreve um grupo de pessoas, aproximadamente análogo aos termos "esquadrão" ou "time".

## História

### Kim Il Sung
De acordo com a Fox News, o Kippumjo existem desde a administração do primeiro líder da Coreia do Norte, Kim Il Sung. O primeiro grupo foi recrutado em 1978 por Ri Dong-ho, o Primeiro Vice-Diretor do Departamento da Frente Unida do Partido dos Trabalhadores da Coreia, com o propósito de entreter Kim no Munsu Chodaeso (문수 초대소; Casa de Hóspedes Munsu).
O livro de Bradley K Martin de 2004, Under the Loving Care of the Fatherly Leader, é baseado em uma combinação de visitas à Coreia do Norte, pesquisas e entrevistas com desertores realizadas no início dos anos 1990. Martin escreve que Kim Il Sung não estava interessado apenas no prazer, mas também em se rejuvenescer absorvendo o ki de uma jovem virgem, ou força vital, durante o sexo.

### Kim Jong Il
Houve rumores de que o filho e sucessor de Kim Il Sung, Kim Jong Il, também mantinha um Kippumjo, de acordo com um desertor norte-coreano não identificado relatado no jornal online Daily NK em 2013. O grupo que costumava se apresentar para Kim Jong Il foi dissolvido logo após sua morte em dezembro de 2011, de acordo com o jornal sul-coreano The Chosun Ilbo em abril de 2015. O jornal disse que os membros do Kippumjo de Kim Jong Il foram obrigados a assinar um compromisso de sigilo em troca de dinheiro e presentes. De acordo com o jornal, as mulheres que trabalhavam como artistas receberam uma quantia de dinheiro no valor de até US$ 4.000 antes de retornarem para suas cidades natais. Os membros do esquadrão também teriam recebido uma compensação na forma de eletrodomésticos.

### Kim Jong Un
Em 2015, Kim Jong Un, filho e sucessor de Kim Jong Il, estaria procurando novos membros para seu próprio Kippumjo depois que o grupo de mulheres de seu pai foi dissolvido, de acordo com The Chosun Ilbo. A história também apareceu no jornal britânico Daily Telegraph. O recrutamento e treinamento de Kippumjo em 2015 foi administrado pelo Quinto Departamento de Pessoal da Direção Orgânica do Partido (chamado 오과 Ogwa).

## Estrutura
De acordo com o jornalista britânico Jasper Becker escrevendo para o Asia Times em 2003, um ex-guarda-costas disse que cada grupo de prazer era composto por três equipes:
- Manjokjo (만족조; 滿足組) – uma equipe de satisfação (que fornece serviços sexuais)
- Haengbokjo (행복조; 幸福組) – uma equipe de felicidade (que fornece massagens)
- Gamujo (가무조; 歌舞組) – uma equipe de dança e canto[10]

Kippumjo é brevemente discutido no livro de 2009 Nothing to Envy da jornalista norte-americana Barbara Demick. O livro é baseado em entrevistas com desertores norte-coreanos. De acordo com Demick, meninas de todo o país foram recrutadas para serem membros do Kippumjo de acordo com os critérios do governo. Suki Kim, uma jornalista coreana-americana que viveu disfarçada na Coreia do Norte, escreveu em 2014 que um dos critérios era que elas tivessem que ser virgens. No livro de Bradley K. Martin de 2004, ele diz que as escolas recomendavam meninas adolescentes adequadas aos recrutadores, com seus pais recebendo status e dinheiro aprimorados. Uma vez recrutadas, as membros do Kippumjo passaram por um treinamento extensivo, às vezes no exterior, de acordo com Mi-Hyang.
Martin acrescenta que as mulheres se aposentaram do Kippumjo aos 22 anos e se casaram com membros da elite do país. Nas memórias de 2014 do desertor Jang Jin-sung Dear Leader: Poet, Spy, Escapee – A Look Inside North Korea, Jang escreve sobre o Kippumjo durante o governo de Kim Jong Il que: "A maioria deles entra em casamentos arranjados com guardas pessoais ou quadros seniores autorizados a trabalhar em relações exteriores. Alguns até se tornam quadros." O jornal britânico Daily Telegraph relatou em 2015 que muitos membros do Kippumjo se aposentaram na casa dos 20 anos e se casaram com oficiais militares que estavam procurando esposas.